# Доронин, Иван Васильевич
Ива́н Васи́льевич Доро́нин (22 апреля [5 мая] 1903, Каменка, Самарская губерния — 2 февраля 1951, Москва) — советский лётчик полярной авиации, участник операции по спасению экспедиции парохода «Челюскин» в 1934 году, один из семёрки первых Героев Советского Союза (20.04.1934). Участник Великой Отечественной войны. Полковник.

## Биография
Родился 22 апреля (5 мая) 1903 года в селе Каменка Николаевского уезда Самарской губернии (ныне Пугачёвский район, Саратовская область) в семье крестьянина. Русский. В 1906 году Доронины переехали в Балаково, где мальчик закончил школу второй ступени.
В ВМФ с 1920 года (Балтийский флот). В 1924 году он готовился выйти в первое заграничное плавание, но пришёл положительный ответ на его рапорт о переводе в авиацию. Это событие Доронин комментировал так: «Я считаю, что перевод некоторых моряков в морскую авиацию чрезвычайно целесообразен. Моряк всегда с воздуха отлично может определить тип корабля, знает, на что способен этот корабль, куда он может пройти, и определить задачи корабля. Для полетов морская подготовка тоже многое дает. Однако до нас в школе морской авиации не было моряков… Если человек хочет скрыть слезы, лучше всего ему глядеть вверх. Роста я высокого, и, когда на егорьевском аэродроме я долго стоял и смотрел вверх, никто из окружающих даже не понял, что на глазах у меня в то время были слезы. Это было после первого полета, в августе 1924 года. Не знаю сейчас, почему случилось так, что первый полет мне пришлось проделать на фигурной машине. Может быть, кто-нибудь хотел надо мной подшутить или произошло это случайно — не знаю. Теперь как опытный летчик я понимаю, что любой самый здоровый человек с трудом может выдержать первый полет на фигурной машине. Тогда же мне казалось, что я совершенно неспособен к летному делу. При первом полете, большею частью которого был высший пилотаж — фигуры, я потерял землю, все спуталось, я почувствовал себя скверно и подумал: „Летчиком мне не быть никогда“. Товарищи, заметив мое настроение, стали меня утешать, говорили о том, что потом привыкну».

Командирован в Егорьевскую авиационно-теоретическую школу. В сентябре 1924 года был переведен в Севастопольскую лётную школу, где Доронин, по его словам, впервые по-настоящему познакомился с авиацией. Также он познакомился там с Анатолием Ляпидевским, Сигизмундом Леваневским и Василием Молоковым. По окончании школы в 1926 году служил лётчиком на Черноморском флоте, затем инструктором в школе морской авиации. 

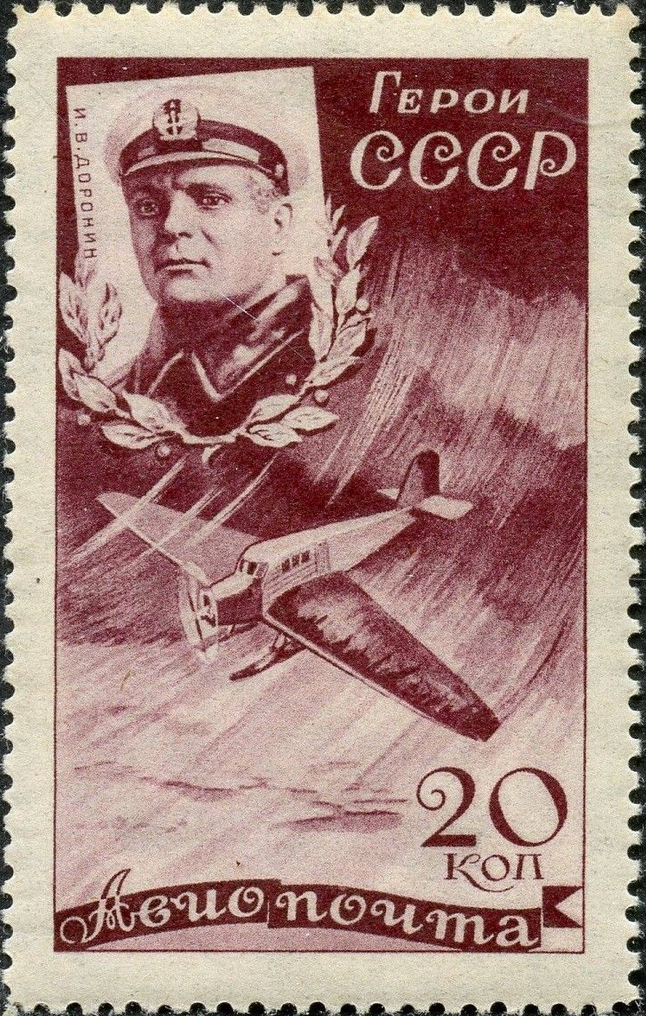
Почтовая марка СССР, 1935 год

С 1930 — в гражданской авиации, был командиром транспортного самолёта на линии Иркутск — Якутск — Бодайбо. Принимал участие в экспедиции по исследованию Карского моря. Первым пролетел над Верхоянским хребтом, проложил линию Иркутск — Усть-Среднекан (на Колыме). В 1932 году Иван Доронини на своём гидросамолёте сопровождал Георгия Зельму, который работал над фотоочерком «10 лет Якутской Советской Социалистической Республики» для журнала «СССР на стройке».
28 февраля 1934 года в Иркутск пришла телеграмма с предписанием Доронину отправиться для спасения челюскинцев вместе с его наставником в полярной авиации Виктором Галышевым. Следом по железной дороге были направлены два самолёта ПС-3, построенные в Иркутских авиационных мастерских. Вместе с прибывшим из Москвы Михаилом Водопьяновым они составили хабаровское звено, которому предстояло преодолеть 5 тысяч километров до базы спасательных работ — Ванкарема — в сложных метеоусловиях, без карт и навигационных приборов, без радиосвязи, основываясь только на своем опыте и знаниях.
Вылетев из Хабаровска 17 марта, звено достигло Ванкарема только 11 апреля. Из 24 суток на этом пути 16 ушло на ожидание погоды: 5 суток в бухте Нагаева, 6 суток в Анадыре. Совершив всего один рейс на базу зимовщиков, которая к тому моменту была практически эвакуирована, Доронин затем доставлял спасённых из Ванкарема в Уэлен и бухту Провидения. Выполнил 7 рейсов и перевёз 30 человек.
За проявленные при спасении челюскинцев мужество и отвагу 20.4.1934 присвоено звание Героя Советского Союза.
В 1939 окончил Военно-воздушную инженерную академию.
В годы Великой Отечественной войны работал на авиационных заводах № 1 (Москва) и 301 (Химки) начальником лётно-испытательных станций.
Умер 2 февраля 1951 года на 48-м году жизни. Похоронен в Москве на Новодевичьем кладбище (4-й участок).

## Из воспоминаний
Генерал Каманин Н. П.:
О детстве своём Иван Доронин рассказывал мне так: "Силой меня природа не обидела. Читать, писать научили. А вот на поезде и на пароходе не ездил до шестнадцати лет. Но зато уж когда поехал — жизнь повернулась". В двадцатых годах Иван Доронин с группой комсомольцев приехал из Балашова в Ленинград и поступил на ускоренные курсы флотских техников. Ленинград дал много знаний любознательному юноше, приобщил к культуре. Доронин учился на минера. Но вдруг он узнал о наборе курсантов в авиацию и, преодолев все преграды, поступил в Ленинградскую теоретическую школу лётчиков. Потом учился в Севастопольской лётной школе. Став лётчиком, пять лет работал в военной авиации, затем демобилизовался, летал на рейсовых самолетах в Сибири. Привык, овладел сложными, неизведанными трассами, а богатырскому организму не страшны были никакие морозы и испытания. Летал в места, где до него никто не приземлялся. И не имел ни одной аварии. Иван Доронин одним из первых полетел на выручку челюскинцам. К этому времени в его летной книжке было записано: девять лет летной работы, 300 тысяч километров воздушных дорог и ни единой аварии.
Генерал Каманин Н. П.:
Утром 12 апреля вылетели. На льдину я сел первым. Вслед за мной вполне благополучно сел и Доронин. Приняли на борт пассажиров, начали взлёт. И тут с машиной Доронина случилось то, чего я каждый раз так опасался: самолёт наскочил на торосы и, поломав шасси, неуклюже остановился посредине аэродрома, разделив пополам и без того узкую взлётную полосу. Для взлёта остался узенький коридор, шириной не более 30 метров. Ни разу в жизни я ещё не взлетал при таких условиях. Машину Доронина с поломанными шасси оттащить в сторону не по силам, а ждать, когда будут отремонтированы шасси,— означало наверняка потерять весь день. Решил взлетать.

Была ли в этой аварии вина Доронина? Конечно, нет. На ледяной полосе образовалась заструга, вернее, намёрзший ночью бугор. На пробеге лыжа попала прямо на него и самолёт по инерции круто развернуло, после чего лыжи врезались в другое препятствие. В итоге — поломка. Иван Васильевич остро переживал случившееся. Не раз и не два он мне рассказывал, как всё произошло. Ему, опытному лётчику, эта поломка казалась особенно обидной. А в том, что он был опытнейшим лётчиком, убеждает его лётная биография.

## Награды
- За мужество и героизм, проявленные при спасении челюскинцев, Доронину Ивану Васильевичу 20 апреля 1934 года присвоено звание Героя Советского Союза с вручением ордена Ленина, а после учреждения знака особого отличия ему вручена медаль «Золотая Звезда» № 7.
- Награждён ещё одним орденом Ленина (1946), орденами Красного Знамени (1945), Отечественной войны 1-й степени (1944), Красной Звезды (1944), медалями.

## Память

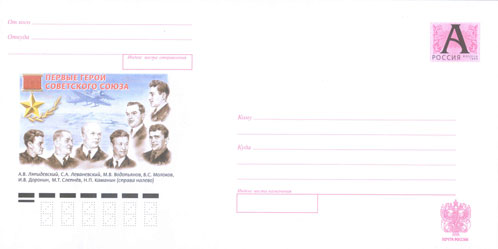
Почтовый конверт России: Первые Герои Советского Союза: А. В. Ляпидевский, С. А. Леваневский, М. В. Водопьянов, В. С. Молоков, И. В. Доронин, М. Т. Слепнёв, Н. П. Каманин

- Именем Героя названы улицы в Астрахани, Екатеринбурге, Иркутске, Москве, Ярославле и Севастополе, школа в городе Балаково Саратовской области.
- В 1935 году была выпущена почтовая марка СССР, посвященная Доронину.
- Один из шести речных теплоходов типа «Леваневский», построенных в 1937 году, носил имя «Доронин». Его можно увидеть в кинофильме «За витриной универмага».
- Мемориальная доска в память о Доронине установлена Российским военно-историческим обществом на здании Березовской средней школы, где он учился.